# Gonomyia (Paralipophleps) peracuta
Gonomyia (Paralipophleps) peracuta is een tweevleugelige uit de familie steltmuggen (Limoniidae). De soort komt voor in het Neotropisch gebied.